# 山口孝志
山口 孝志（やまぐち たかし、1971年4月24日 - ）は、日本の投資家、FXトレーダー、企業経営者。クロスリテイリング株式会社の創業者。CrossGroup代表。新潟県生まれ。

## 来歴・人物
大学時代はバックパック1つで放浪の旅をし、卒業後は地元の地方公務員として働く。
2009年7月クロスリテイリング株式会社を設立
その後、投資教育の専門会社を次々と設立・拡大。
現在は、海外不動産業、飲食業、観光業、広告業など多岐にわたる企業の経営を手掛けている。
またオーストラリア貿易投資促進庁からノミネートを受け、上級投資家ビザ（オーストラリア永住権）保有者としてQLD州への高額投資を継続しており、ニュージーランドをはじめとする世界各国での不動産投資・事業投資なども行っている。
また、2023年には香港のTop Talent Pass制度を通過し、香港での投資活動も活発化させている。

## 書籍
- 『シャストリーの葉』2003年6月、新風舎、ISBN 978-4-797424-11-9
- 『「僕らはもっと自由になれる」3年で10億円稼いだ私の成功方法』 2013年10月23日、角川フォレスタ、ISBN 978-4-046539-31-1
- 『起業は最上の冒険である』2020年11月6日、敬天舎出版、ISBN 978-4-801491-53-3

### 共著
- 『FX自動売買ロボット作成マニュアル』2009年6月25日、シーアンドアール研究所、ISBN 978-4-863540-28-6

## メディア・取材
- FX攻略.com 1月号掲載 (2011年11月21日,シンセイ)
- FX攻略.com 4月号掲載 (2012年2月21日,シンセイ)
- サンデー毎日 (2015年4月21日,毎日新聞出版)
- 週刊エコノミスト (2015年7月17日,毎日新聞出版)
- 日刊サイゾー (2017年8月17日)
- ビジネスジャーナル (2017年8月17日)
- デイリーニュースオンライン(2017年8月17日)
- イノベーションズアイ(2020年2月12日,産経新聞出版)
- 情熱社長inPassion業界 インタビュー記事掲載
- 週刊エコノミスト（2020年10月6日号、毎日新聞出版）
- Powered by TV ～元気ジャパン～「社長ご飯」出演（2023年11月）